# Plongeon aux Jeux olympiques d'été de 1980
Navigation
Montréal 1976 Los Angeles 1984
À l'occasion des Jeux olympiques d'été de 1980, quatre compétitions de plongeon furent organisées dans la Piscine olympique de l'Olympiiski Sports Center de Moscou du 20 au 28 juillet. 67 plongeurs venus de 23 pays se disputèrent les 12 médailles mises en jeu.

## Tableau des médailles pour le plongeon
| Place | Nation             | Médaille d'or | Médaille d'argent | Médaille de bronze | Total |
| ----- | ------------------ | ------------- | ----------------- | ------------------ | ----- |
| 1     | Union soviétique   | 2             | 2                 | 2                  | 6     |
| 2     | Allemagne de l'Est | 2             | 1                 | 1                  | 4     |
| 3     | Mexique            | 0             | 1                 | 0                  | 1     |
| 4     | Italie             | 0             | 0                 | 1                  | 1     |

## Participants par nations
| - Australie (4) - Autriche (2) - Brésil (1) - Bulgarie (2) - Cuba (2) - Danemark (1) - Espagne (3) | - France (1) - Grande-Bretagne (6) - Hongrie (2) - Italie (1) - Koweït (1) - Mexique (6) - Pologne (2) | - République dominicaine (2) - Allemagne de l'Est (9) - Roumanie (3) - Suède (2) - Tchécoslovaquie (2) - Union soviétique (12) - Zimbabwe (3) |

## Résultats
Classements des finales

### Tremplin 3 mètres
| Rang               | Pays               | Plongeur           | Points  |
| ------------------ | ------------------ | ------------------ | ------- |
| Médaille d'or      | Union soviétique   | Aleksandr Portnov  | 905,025 |
| Médaille d'argent  | Mexique            | Carlos Girón       | 892,140 |
| Médaille de bronze | Italie             | Franco Cagnotto    | 871,500 |
| 4                  | Allemagne de l'Est | Falk Hoffmann      | 858,510 |
| 5                  | Union soviétique   | Aleksandr Kosenkov | 855,120 |
| 6                  | Grande-Bretagne    | Christopher Snode  | 844,470 |
| 7                  | Union soviétique   | Vyacheslav Troshin | 820,050 |
| 8                  | Espagne            | Ricardo Camacho    | 749,340 |

| Rang               | Pays               | Pongeuse            | Points  |
| ------------------ | ------------------ | ------------------- | ------- |
| Médaille d'or      | Union soviétique   | Irina Kalinina      | 725,910 |
| Médaille d'argent  | Allemagne de l'Est | Martina Proeber     | 698,895 |
| Médaille de bronze | Allemagne de l'Est | Karin Guthke        | 685,245 |
| 4                  | Union soviétique   | Zhanna Tsyrulnikova | 673,665 |
| 5                  | Allemagne de l'Est | Martina Jäschke     | 668,115 |
| 6                  | Australie          | Valerie McFarlane   | 651,045 |
| 7                  | Union soviétique   | Irina Sidorova      | 650,265 |
| 8                  | Cuba               | Lourdes González    | 640,005 |

### Plateforme 10 mètres
| Rang               | Pays               | Plongeur           | Points  |
| ------------------ | ------------------ | ------------------ | ------- |
| Médaille d'or      | Allemagne de l'Est | Falk Hoffmann      | 835,650 |
| Médaille d'argent  | Union soviétique   | Vladimir Aleynik   | 819,705 |
| Médaille de bronze | Union soviétique   | David Ambartsumyan | 817,440 |
| 4                  | Mexique            | Carlos Giron       | 809,805 |
| 5                  | Allemagne de l'Est | Dieter Waskow      | 802,800 |
| 6                  | Allemagne de l'Est | Thomas Knuths      | 783,975 |
| 7                  | Union soviétique   | Sergey Nemtsanov   | 775,860 |
| 8                  | Autriche           | Niki Stajkovic     | 725,145 |

| Rang               | Pays               | Pongeuse           | Points  |
| ------------------ | ------------------ | ------------------ | ------- |
| Médaille d'or      | Allemagne de l'Est | Martina Jäschke    | 596,250 |
| Médaille d'argent  | Union soviétique   | Servard Emirzian   | 576,465 |
| Médaille de bronze | Union soviétique   | Liana Tsotadze     | 575,925 |
| 4                  | Allemagne de l'Est | Ramona Wenzel      | 542,070 |
| 5                  | Union soviétique   | Yelena Matyushenko | 540,180 |
| 6                  | Mexique            | Elsa Tenorio       | 539,445 |
| 7                  | Australie          | Valerie McFarlane  | 499,785 |
| 8                  | Hongrie            | Ildikó Kelemen     | 476,535 |

## Source
- (en) The Official Report of the Games of the XXIInd Olympiad, Moscow 1980 - Volume 3: Participants and Results, [PDF]